# Antioch (Illinois)
Antioch – wieś w Stanach Zjednoczonych, w stanie Illinois, w hrabstwie Lake.